# Radbod
Radbod o Redbad (? - 719) fou duc/rei de Frísia o dels frisons des de vers 680 fins a la seva mort. Se'l considera sovint l'últim governant independent de Frísia abans de dominació dels francs. Va derrotar a Carles Martell a Colònia. Finalment, tanmateix, Carles es va imposar i va sotmetre als frisons. Radbod va morir el 719, però durant alguns anys els seus successors lluitaren contra el poder dels francs. El títol exacte dels governants frisons depèn de la font. Les fonts dels francs tendeixen a anomenar-los ducs; altres fonts sovint els anomenen reis.

## Regnat
Mentre el seu predecessor i possible pare, el rei Aldegisel (o Eadgils, Aldgisl que pot ser traduït com 'Fuet Vell'), havia donat la benvinguda al cristianisme al seu regne, Radbod intentava extirpar la religió i alliberar els frisons de la subjugació al regne Merovingi dels Francs. En 689, Radbod fou derrotat per Pipí d'Héristal a la batalla de Dorestad. i obligat a cedir als francs la Frísia occidental (Frisia Citerior, significant Frísia propera, del riu Escalda al riu Vlie).
Entre 690 i 692, Utrecht va caure a les mans de Pipí d'Héristal. Això donava als francs el control de rutes comercials principals del Rin a la Mar del Nord. Algunes fonts diuen que, després d'aquesta derrota, Radbod es va retirar, el 697, a l'illa d'Heligoland; altres diuen que es va retirar a la part dels Països Baixos que encara és coneguda com a Frísia.
Al voltant d'aquest temps hi havia un Arquebisbat o bisbat dels frisons fundat per a Willibrord d'Utrecht. i es va celebrar un matrimoni entre Grimoald II, el fill més gran de Pipí, i Theudesinda o Thiadsvinda, la filla de Radbod el 711.
A la mort de Pipí el 714, Radbod va prendre la iniciativa una altra vegada. Va forçar a sant Willibrord i els seus monjos a fugir i va avançar fins a Colònia, on va derrotar a Carles Martell, el fill natural de Pipí, el 716. Finalment, tanmateix, Carles es va imposar i va sotmetre als frisons. Radbod va morir el 719. Per alguns anys els seus successors encara van lluitar contra el poder dels francs.
Com a exemple de com era de poderós Radbod, encara al final de la seva vida les notícies que estava reunint un exèrcit foren suficients per causar el pànic a França.

## Relació amb l'Església
Durant el segon viatge de Bonifaci de Fulda a Roma, el monjo Wulfram (o Vulfran), antic bisbe de Sens, va intentar convertir a Radbod, però no va reeixir i va retornar a Fontenelle. Es diu que Radbod estava a punt de batejar-se, però va rebutjar quan se li va dir que no podria trobar qualsevol dels seus avantpassats al Cel després de la seva mort, dient que preferia passar l'eternitat a l'Infern amb els seus avantpassats pagans que en el Cel amb els seus enemics especialment el francs. Aquesta llegenda també s'explica amb Wulfram substituït pel bisbe Willibrord d'Utrecht.
Willibrord va provar la conversió en una missió a Frísia enviada per la Dinastia carolíngia amb el propòsit concret d'intentar convertir als frisons pagans al cristianisme en l'esperança que, una vegada que s'haurien convertit, el francs podrien obtenir el control del port comercial de Dorestad, que fins aquell moment havien estat incapaços de dominar.

## En les arts
En l'òpera de Richard Wagner anomenada Lohengrin, un cert "Radbod, el governant dels frisons" s'esmenta com l'avantpassat de l'Ortrud. És possible que Wagner estigués pensant en el Radbod històric, encara que va morir més de 150 anys abans del naixement d'Enric I d'Alemanya, un altre personatge de l'òpera, que no podria, per això, ser contemporani de la filla de Radbod.